# Henrietta Spencer
Henrietta Frances Spencer, contessa di Bessborough (Wimbledon, 16 giugno 1761 – Firenze, 11 novembre 1821), è stata una nobildonna inglese.

## Famiglia
Figlia di John Spencer, I conte Spencer, e di Margaret Poyntz, era un pronipote di John Churchill, I duca di Marlborough. Sua sorella era Georgiana Spencer, duchessa del Devonshire.
Essendo la figlia più piccola, Henrietta veniva spesso lasciata in Inghilterra, quando i suoi genitori e la sorella Georgiana visitavano il continente per la salute del padre.

## Matrimonio
Il 27 novembre 1780, sposò Frederick Ponsonby, III conte di Bessborough. Il loro matrimonio fu difficile, in quanto Henrietta e suo marito furono accaniti giocatori d'azzardo, che spesso si trovavano in debito. Frederick era anche conosciuto per come trattava sua moglie, spesso la umiliava durante le pubbliche riunioni, nonché chiedendo che trovasse i soldi per pagare i debiti che avevano sostenuto.
La coppia ebbe quattro figli: 
- John Ponsonby, IV conte di Bessborough (1781-1847);
- Lord Frederick Cavendish Ponsonby (1783-1837), sposò Lady Emily Bathurst, ebbero due figli;
- Lady Caroline Ponsonby (1785-1828), sposò William Lamb, II visconte Melbourne, non ebbero figli;
- William Spencer, I barone di Mauley (1787-1855).

Henrietta ebbe numerosi amanti durante il suo matrimonio. Tra i suoi amanti più famosi sono stati Richard Brinsley Sheridan, il drammaturgo e uomo politico whig, Granville Leveson-Gower, I conte Granville, che divenne il suo amante più duraturo. Dalla sua relazione con Granville nacquero due figli: 
- Harriet Emma Arundel Stewart, moglie di George Osborne, VIII duca di Leeds (anche se morì nel 1852 prima di ricevere il titolo);
- George Stewart.

Granville avrebbe in seguito sposato la nipote Lady Harriet Cavendish.

### Morte
Henrietta accompagnava spesso la sorella a eventi politici e alle serate. Lei era anche molto vicino alla migliore amica di Georgiana, Lady Elizabeth Foster, con la quale spesso è stata vista in pubblico. Morì l'11 novembre 1821 a Firenze.

## Ascendenza
|                               |                |                                   | Genitori                              |  |  | Nonni |  |  | Bisnonni                                 |  |  | Trisnonni                              |  |
|                               |                |                                   |                                       |  |  |       |  |  | Charles Spencer, III conte di Sunderland |  |  | Robert Spencer, II conte di Sunderland |  |
|                               |                |                                   |                                       |  |  |       |  |  | Charles Spencer, III conte di Sunderland |  |  | Robert Spencer, II conte di Sunderland |  |
|                               |                | Anne Digby                        |                                       |  |  |       |  |  | Charles Spencer, III conte di Sunderland |  |  |                                        |  |
| John Spencer                  |                |                                   |                                       |  |  |       |  |  | Charles Spencer, III conte di Sunderland |  |  |                                        |  |
|                               |                | Anne Churchill                    | John Churchill, I duca di Marlborough |  |  |       |  |  |                                          |  |  |                                        |  |
|                               |                | Anne Churchill                    | John Churchill, I duca di Marlborough |  |  |       |  |  |                                          |  |  |                                        |  |
|                               |                | Anne Churchill                    | Sarah Jennings                        |  |  |       |  |  |                                          |  |  |                                        |  |
| John Spencer, I conte Spencer |                | Anne Churchill                    |                                       |  |  |       |  |  |                                          |  |  |                                        |  |
|                               |                | John Carteret, II conte Granville | George Carteret, I barone Carteret    |  |  |       |  |  |                                          |  |  |                                        |  |
|                               |                | John Carteret, II conte Granville | George Carteret, I barone Carteret    |  |  |       |  |  |                                          |  |  |                                        |  |
|                               |                | John Carteret, II conte Granville | Grace Granville, I contessa Granville |  |  |       |  |  |                                          |  |  |                                        |  |
| Georgiana Caroline Carteret   |                | John Carteret, II conte Granville |                                       |  |  |       |  |  |                                          |  |  |                                        |  |
|                               |                | Frances Worsley                   | Robert Worsley, IV baronetto          |  |  |       |  |  |                                          |  |  |                                        |  |
|                               |                | Frances Worsley                   | Robert Worsley, IV baronetto          |  |  |       |  |  |                                          |  |  |                                        |  |
|                               |                | Frances Worsley                   | Frances Thynne                        |  |  |       |  |  |                                          |  |  |                                        |  |
| Henrietta Spencer             |                | Frances Worsley                   |                                       |  |  |       |  |  |                                          |  |  |                                        |  |
|                               | William Poyntz | Newdigate Poyntz                  |                                       |  |  |       |  |  |                                          |  |  |                                        |  |
|                               | William Poyntz | Newdigate Poyntz                  |                                       |  |  |       |  |  |                                          |  |  |                                        |  |
|                               | William Poyntz | Mary Parkyns                      |                                       |  |  |       |  |  |                                          |  |  |                                        |  |
| Stephen Poyntz                | William Poyntz |                                   |                                       |  |  |       |  |  |                                          |  |  |                                        |  |
|                               |                | Jane Monteage                     | Stephen Monteage                      |  |  |       |  |  |                                          |  |  |                                        |  |
|                               |                | Jane Monteage                     | Stephen Monteage                      |  |  |       |  |  |                                          |  |  |                                        |  |
|                               |                | Jane Monteage                     | Jane Deane                            |  |  |       |  |  |                                          |  |  |                                        |  |
| Margaret Poyntz               |                | Jane Monteage                     |                                       |  |  |       |  |  |                                          |  |  |                                        |  |
|                               |                | Lewis Mordaunt                    | John Mordaunt, I visconte Mordaunt    |  |  |       |  |  |                                          |  |  |                                        |  |
|                               |                | Lewis Mordaunt                    | John Mordaunt, I visconte Mordaunt    |  |  |       |  |  |                                          |  |  |                                        |  |
|                               |                | Lewis Mordaunt                    | Elizabeth Carey                       |  |  |       |  |  |                                          |  |  |                                        |  |
| Anna Maria Mordaunt           |                | Lewis Mordaunt                    |                                       |  |  |       |  |  |                                          |  |  |                                        |  |
|                               |                | Mary Collyer                      | Thomas Collyer                        |  |  |       |  |  |                                          |  |  |                                        |  |
|                               |                | Mary Collyer                      | Thomas Collyer                        |  |  |       |  |  |                                          |  |  |                                        |  |
|                               |                | Mary Collyer                      | Mary Lunsford                         |  |  |       |  |  |                                          |  |  |                                        |  |
|                               |                | Mary Collyer                      |                                       |  |  |       |  |  |                                          |  |  |                                        |  |